# Lacza Tihamér
Lacza Tihamér (Bátorkeszi, 1948. november 29. –) felvidéki magyar publicista, műfordító, számos tudománytörténeti és tudományos ismeretterjesztő kiadvány szerzője. A Szlovákiai Magyar Tudományos Társaság alapítója és alelnöke.

## Pályafutása
Középiskolai tanulmányait az érsekújvári magyar gimnáziumban végezte. A prágai Károly Egyetem Természettudományi Karának elvégzése után 1972-től a Szlovák Tudományos Akadémia Polimer Intézetének munkatársa lett. Egyetemi évei idején megalapította a prágai magyar diákok lapját, a Homokórát, ezenkívül 1969–1970-ben az Ady Endre Diákkör elnöki tisztségét is ellátta. 1975-től a A Hét című hetilap szerkesztője, majd rovatvezetője, 1989-től főszerkesztője lett.1995-től a Hét megszűnése után  a Pátria Rádió és a Szabad Újság szerkesztője. Több mint harminc tankönyv és mezőgazdasági szakkönyv fordítója.

## Művei
- Ember a szóban; Madách–Szépirodalmi, Bratislava–Bp., 1985 (Főnix füzetek)
- A magyar tudomány évszázadai I–II., 1994, ISBN 80-7089-226-9; 1996, ISBN 80-88837-02-2
- Gondolatokból épült katedrális, társszerző Kiss Lászlóval és Ozogány Ernővel, 2001, ISBN 80-7089-317-6
- A mi huszadik századunk, társszerző, 2001,  ISBN 80-8062-124-1
- Utazók, felfedezők, hódítók, kalandorok, 2003,  ISBN 80-8062-147-0
- Az ókor emlékezete. A sziklarajzoktól az ábécéig, 2004,  ISBN 80-8062-208-6
- Séta egy kertben. Tanulmányok, esszék, portrék, publicisztikai írások, 1979-2003, 2005,  ISBN 80-7089-396-6
- Bűvös táblázat. A kémiai elemek kultúrtörténete, 2006, ISBN 80-8062-300-7
- Tankönyvek hősei I., 2008, ISBN 978-80-8062-363-0
- A pálya szélén avagy egy szigetlakó feljegyzései, 2009, ISBN 978-80-7089-469-9
- Hősök, 2009, ISBN 978-963-590340-5
- A stresszelmélet megalkotója. Tudományos tanácskozás Selye János születésének 100. évfordulója alkalmából , szerkesztő és társszerző, 2009,  ISBN 978-80-89234-43-1
- A tudomány szolgálatában. A szlovákiai magyar tudományos élet és ismeretterjesztő irodalom képviselőinek arcképcsarnoka, 2010, ISBN 978-80-969879-5-5
- Sziget a szárazföldön. A prágai Ady Endre Diákkör története, 2012, ISBN 978-80-8101-584-7
- Dr. Kiss László, Lacza Tihamér, Ozogány Ernő: Zsinórpadlás, Méry Ratio, 2013, ISBN 978-808-92868-4-3
- A tudomány apostolai, 2013, Madách-Posonium, ISBN 978-80-7089-552-8
- Nyitnikék, Prága. Táncba szőtt történetek. Feljegyzések, visszaemlékezések, 1974–1980; szerk. Lacza Tihamér; Luminosus Civil Szervezet, Nagykapos, 2017

## Elismerései
- Madách Imre–nívódíj (1985)
- Posonium Irodalmi Díj Különdíja (2006)
- Hevesi Endre-díj (2007)
- Palást község polgármesterének díja (2010)
- Magyar Köztársasági Arany Érdemkereszt (2011)
- A szímői önkormányzat Jedlik Ányos-díja (2012)
- Akadémiai újságírói díj (2019)
- Gyurcsó István-díj (2024)[2]
- Turczel Lajos-díj (2024)[3]